# Jasmine Crockett
Jasmine Felicia Crockett (Saint Louis, 29 marzo 1981) è una politica statunitense, membro della Camera dei Rappresentanti per lo stato del Texas dal 2023.

## Biografia
Nata nel Missouri, conseguì una laurea in giurisprudenza presso l'Università di Houston ed intraprese la professione di avvocato, occupandosi principalmente di diritti civili. Nel corso delle proteste per la morte di George Floyd, lo studio di Jasmine Crockett si occupò di assistere pro bono numerosi attivisti di Black Lives Matter. Quando Eric Johnson lasciò la Camera dei rappresentanti del Texas essendo stato eletto sindaco di Dallas, Jasmine Crockett prese parte alle elezioni indette per eleggere un successore e riuscì a vincerle, entrando in carica nel gennaio del 2021.
Alcuni mesi dopo, la deputata di lungo corso Eddie Bernice Johnson annunciò la propria intenzione di non ricandidarsi ulteriormente alla Camera dei Rappresentanti nazionale e Jasmine Crockett decise di presentarsi alle elezioni per succederle, ottenendo il sostegno pubblico della deputata uscente. In occasione delle primarie del Partito Democratico, riuscì ad avanzare al ballottaggio e infine lo vinse, divenendo la candidata ufficiale del partito. Nelle elezioni generali sconfisse l'avversario repubblicano con un ampio margine di scarto e venne eletta deputata. Fu scelta come rappresentante ufficiale dei deputati neo-eletti di quella tornata.
Jasmine Crockett si configura come una democratica progressista.